# Smetanova ulica

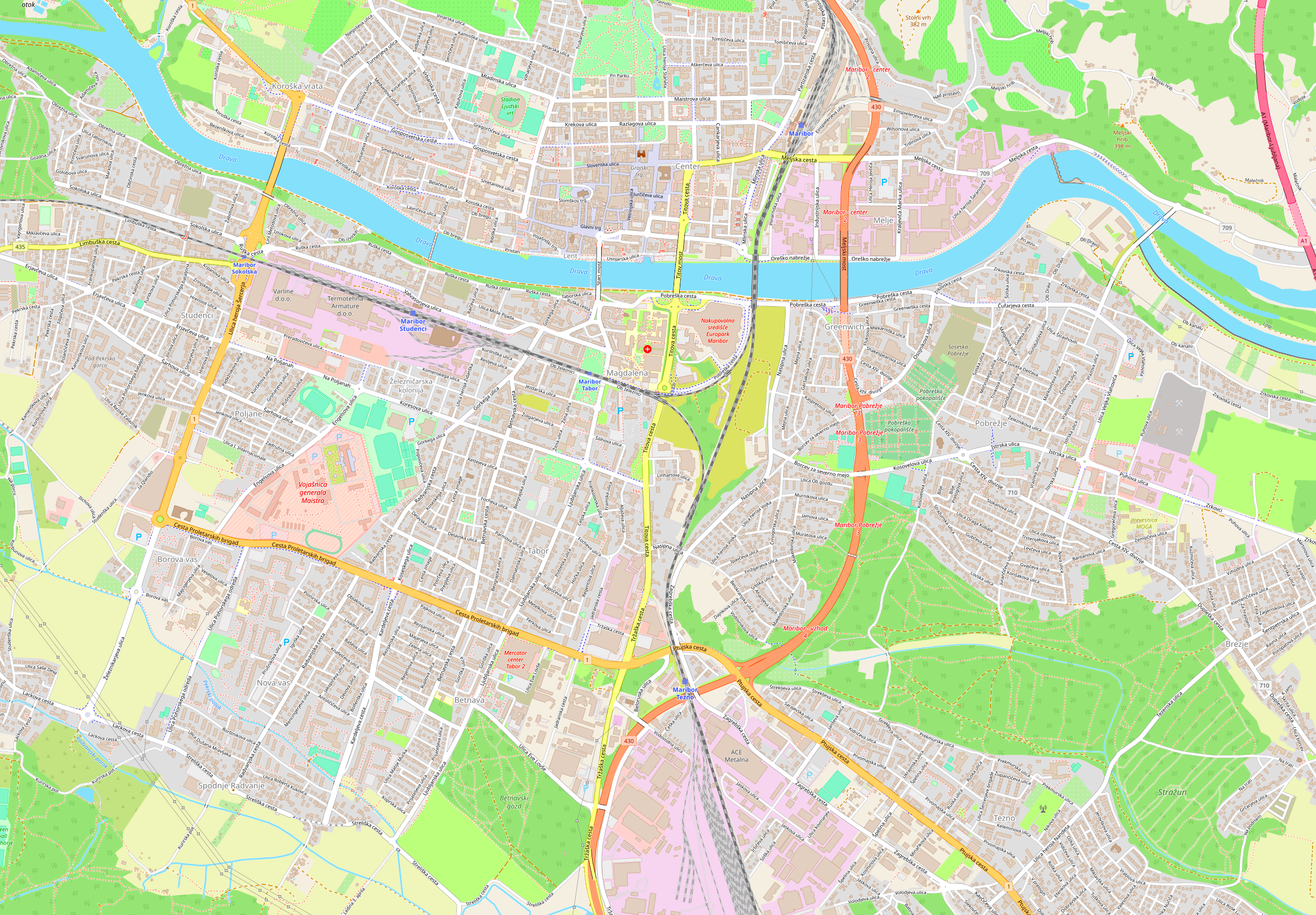

Smetanova ulica (Smetana-Gasse) ist der Name einer Straße im Stadtbezirk Koroška vrata von Maribor, Slowenien. Sie ist benannt nach dem tschechischen Komponisten Bedřich Smetana.

## Geschichte
1899 erhielt eine neue Straße in der Kärntner Vorstadt den Namen Mozartstraße. 1919 wurde sie in Smetanastraße, später in Smetanova ulica umbenannt. Nach der deutschen Besetzung im Jahr 1941 hieß sie erneut Mozartstraße. Seit Mai 1945 trägt sie ihren heutigen Namen wieder ihren slowenischen Namen Smetanova ulica.

## Lage
Die Straße beginnt an der Strossmayerjeva ulica in Verlängerung der Orožnova ulica und verläuft parallel zur Gosposvetska cesta nach Westen zunächst bis zur Turnerjeva ulica. Dort setzt sie sich zunächst als Fußweg, dann als Sackgasse in einem Wohngebiet fort, schwenkt nach Süden und endet an der Koroška cesta. 

## Abzweigende Straßen
Die Smetanova ulica berührt folgende Straßen (von Ost nach West): Prežihova ulica, Koprivnikova ulica, Kočevarjeva ulica, Kosarjeva ulica, Tomanova ulica, Turnerjeva ulica.